# 僕たちはジークフリート線に洗濯物を干しに行く

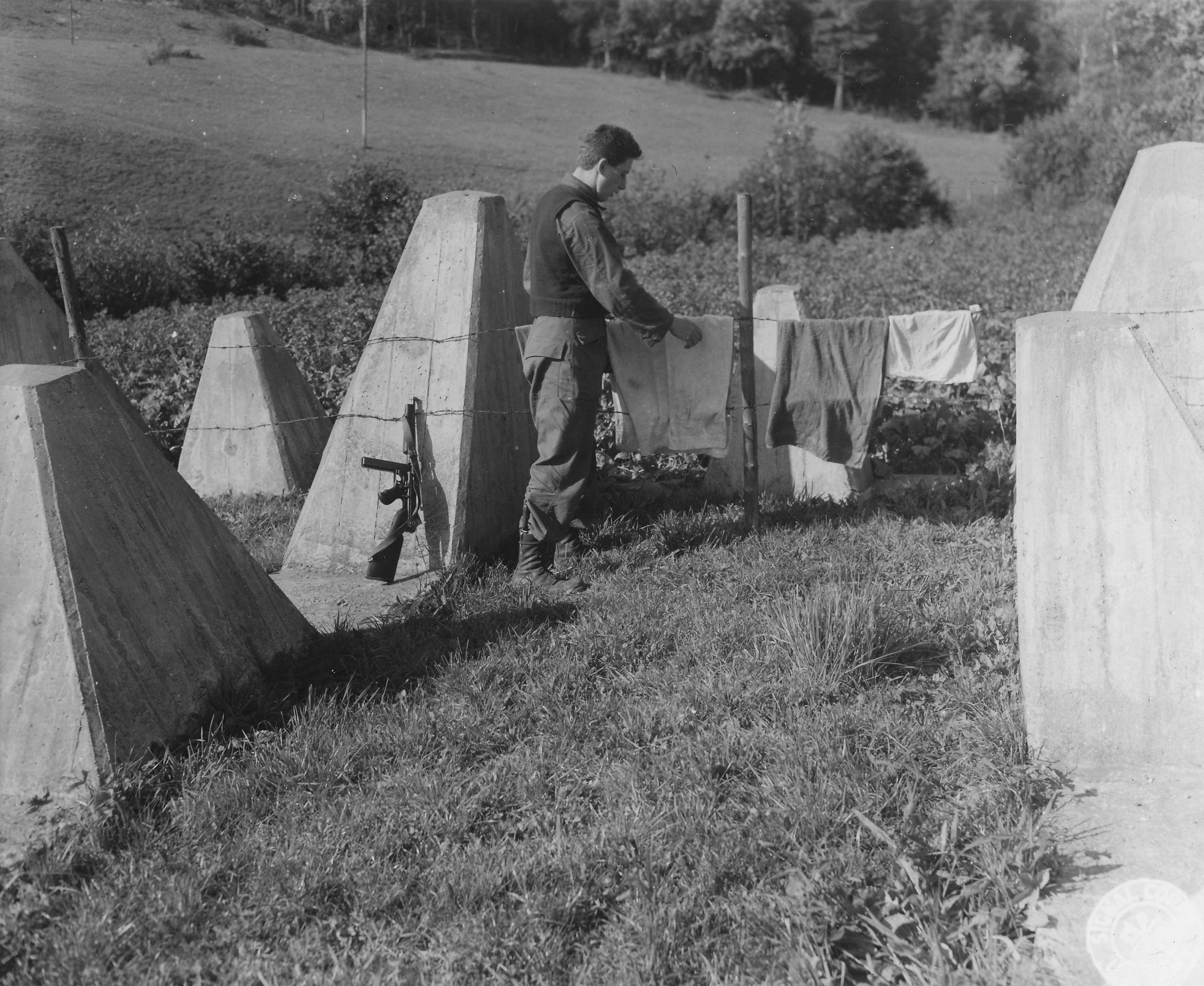
ジークフリート線の制圧後、鉄条網で洗濯物を干すアメリカ兵（1944年）

僕たちはジークフリート線に洗濯物を干しに行く（英語: We're Going to Hang out the Washing on the Siegfried Line、フランス語: On ira pendr' notre linge sur la ligne Siegfried）は、第二次世界大戦初期に歌われたイギリスの軍歌。ジミー・ケネディが作曲し、マイケル・カーが作詞した。ジークフリート線とは、当時ナチス・ドイツが独仏国境に敷いた要塞線であり、フランス側のマジノ線と対峙していた。英語のLineには物干し綱の意味もあり、この曲名は両義語による一種の言葉遊びでもある。さらにフランス語のligneにもLineと同様の意味があることから、すぐにフランス語版も作詞された。やがてフランス戦線における連合軍の旗色が悪くなると、戦時報道中隊の歌（ドイツ語: Lied einer Kriegsberichterkompanie）として知られる替え歌がドイツ軍によって歌われるようになった。

## 歌詞

### 英語版歌詞
We're going to hang out the washing on the Siegfried Line.

Have you any dirty washing, mother dear?

We're gonna hang out the washing on the Siegfried Line.

'Cause the washing day is here.

Whether the weather may be wet or fine.

We'll just rub along without a care.

We're going to hang out the washing on the Siegfried Line.

If the Siegfried Line's still there. 
僕らはジークフリート線に洗濯物を干しにゆく。

母さん、汚れた洗濯物は持ったかい？

僕らはジークフリート線に洗濯物を干しにゆく。

だって今日は洗濯日和だもの。

天気が良かろうと悪かろうとも、

僕らは気にせずしっかり洗う。

僕らはジークフリート線に洗濯物を干しにゆく。

まだジークフリート線があるのなら。

### フランス語版歌詞
Un petit Tommy chantait cet air plein d'entrain

En arrivant au camp

Tout les p'tits poilus joyeux apprirent le refrain

Et bientôt le régiment

Entonnait gaiement:

Refrain:

On ira pendr' notre linge sur la ligne Siegfried

Pour laver le linge, voici le moment

On ira pendr' notre linge sur la ligne Siegfried

A nous le beau linge blanc.

Les vieux mouchoirs et les ch'mis's à Papa

En famille on lavera tout ça

On ira pendr' notre linge sur la ligne Siegfried

Si on la trouve encore là.
小柄な英兵は気持ちの弾むこの歌を歌いながら駐屯地にやってきた。

仏兵もこれに合わせて歌い出し、すぐに連隊が陽気に歌い始めた。

僕たちはジークフリート線に洗濯物を干しに行く。

洗濯しよう、今すぐに。

僕たちはジークフリート線に洗濯物を干しに行く。

みんなのために美しく白く洗おう。

古いハンカチにパパのシャツ。

家族みんなで洗濯を。

僕たちはジークフリート線に洗濯物を干しに行く。

まだそこにあるのなら。

### 戦時報道中隊の歌
ドイツ軍によるパロディ、戦時報道中隊の歌は英語版の歌詞から始まる。この歌声は砲撃やスツーカの空襲で何度も中断され歌声も徐々に弱々しくなっていく。その後、ケーニヒグレッツ行進曲の一部が流れてドイツ語に歌詞が代わり、連合軍兵士を冷やかす内容が続く。
Ja, mein Junge, das hast du dir gar zu leicht gedacht

mit dem großen Wäschetag am deutschen Rhein

hast du dir auch deine Hosen tüchtig vollgemacht,

brauchst du gar nicht traurig sein!

Bald seifen wir dich gründlich ein

von oben und von unten her

wenn der deutsche Waschtag wird gewesen sein,

Mensch, dann brauchst du keine Wäsche mehr!

Sing dies Liedchen mit, wer es nur immer singen mag

mit der zweiten Kriegsberichterkompanie

Bis zum Wäschetag, ja bis zum Wäschetag

In aller Herrgottsfrüh.

Mein Mädel, schenk' noch einmal ein

Und tanzt und trinkt die Gläser leer.

Denn wenn der große Waschtag wird gewesen sein

Kehr' ich heim, kehr' ich heim übers Meer.
そうとも坊や、君がごく軽く考えた通り、

ドイツのライン川沿いは素晴らしい洗濯日和だ。

もし諸君がズボンを濡らして困っていても

悲しむ必要はないのだ！

我々がすぐ徹底的に洗ってやろう。

上から下までしっかりと。

ドイツの洗濯日和が終わったなら、

諸君には洗濯物などもう必要ないのだ！

一緒に歌おう、皆が大好きなあの歌を。

第2戦時報道中隊と共に。

洗濯日和が来るその日まで。そう、その日まで。

毎日朝早くずっと。

お嬢さん、もう1杯頼む。

そして踊ろう、皆のグラスを空にして。

素晴らしい洗濯日和が終わったなら、

俺は家に帰る、海をわたって家に帰るのだ。